# Krzywoszczeć krucha
Krzywoszczeć krucha (Campylopus fragilis (Brid.) Bruch & Schimp.) – gatunek mchu należący do rodziny widłozębowatych (Dicranaceae). Występuje w Europie, Chinach, Japonii, w północnej, środkowej i południowej Ameryce, w centralnej Afryce i na wyspach Atlantyku (Azory, Wyspy Kanaryjskie, Madera).

## Morfologia
Roślina niewielkich rozmiarów, osiąga 0,5–2 cm wysokości. Tworzy gęste kępy koloru żółtawozielonego. Łodyga wyprostowana. Liście długości 4–5 mm, jajowato-lancetowate..

## Ochrona
Od 2014 roku gatunek jest objęty w Polsce ochroną częściową.